# Contea di Elkhart
La contea di Elkhart (in inglese Elkhart County) è una contea dello Stato dell'Indiana, negli Stati Uniti. La popolazione al censimento del 2000 era di 182 791 abitanti. Il capoluogo di contea è Goshen.